# Jeanne Lafaurie
Pour les articles homonymes, voir Lafaurie.
Jeanne Lafaurie, née à Paris le 20 avril 1897 et morte à Versailles le 18 mars 1983, est une grande couturière française.

## Biographie
Elle a fondé plusieurs maisons de couture, dont une en 1925 et la principale a porté son nom, de 1928 à 1957. La maison Lafaurie était installée à Paris, successivement 10 rue de Richelieu en 1928, puis rue du Faubourg-Saint-Honoré, longtemps au 52 dès 1936, puis au 12 à partir de 1957. Plusieurs couturiers célèbres y ont débuté, comme André Courrèges ou Michel Goma, qui rachète la maison en 1958 et lui donne son nom.
Elle était l'épouse d'Albert Loppin de Gemeaux. Morte en 1983, elle est enterrée au cimetière de Gemeaux (Côte d'Or).
Elle est citée dans La Petite Marchande de prose de Daniel Pennac.

## Source
- Si le roi savait ça, documentaire de l'INA